# Машімінуш
Машімінуш (порт. Maximinos; МФА: [mɐ.ʃɨ.ˈmi.nuʃ]) — парафія в Португалії, у муніципалітеті Брага. Розташована в північно-західній частині країни, на теренах історичної португальської провінції Дору-Міню. Входить до складу округу Брага. За адміністративним поділом, чинним до 1976 року, терени парафії були складовою провінції Міню. Належить до Бразької архідіоцезії Католицької церкви. Патрон — святий Петро. Площа — 1,8957 км². Населення — 9792 ос. (2011). Сильно урбанізований регіон. Густота населення — 5165,37 осіб/км²
. Код — 030324.

## Населення
| Кількість мешканців | Кількість мешканців | Кількість мешканців | Кількість мешканців | Кількість мешканців | Кількість мешканців | Кількість мешканців | Кількість мешканців | Кількість мешканців | Кількість мешканців | Кількість мешканців | Кількість мешканців | Кількість мешканців | Кількість мешканців | Кількість мешканців |
| ------------------- | ------------------- | ------------------- | ------------------- | ------------------- | ------------------- | ------------------- | ------------------- | ------------------- | ------------------- | ------------------- | ------------------- | ------------------- | ------------------- | ------------------- |
| 1864                | 1878                | 1890                | 1900                | 1911                | 1920                | 1930                | 1940                | 1950                | 1960                | 1970                | 1981                | 1991                | 2001                | 2011                |
| 1 645               | 1 613               | 2 141               | 2 004               | 2 231               | 2 107               | 2 588               | 3 210               | 3 427               | 4 001               | 4 507               | 6 174               | 7 720               | 10 030              | 9 792               |